# Royal Aircraft Establishment
O Royal Aircraft Establishment foi um centro de pesquisa aeronáutica britânico, que mais tarde ficou sob a tutela do Ministério da Defesa do Reino Unido.
O Royal Aircraft Establishment (RAE) foi um estabelecimento de pesquisa aeronáutica britânico, conhecido por vários nomes diferentes ao longo de sua história, que acabou ficando sob a égide do Ministério da Defesa do Reino Unido (MoD), antes de finalmente perder sua identidade em fusões com outras instituições.
O primeiro local foi no "Farnborough Airfield" ("RAE Farnborough") em Hampshire ao qual foi adicionado um segundo local, o "RAE Bedford" (Bedfordshire) em 1946.
Em 1988, foi renomeado para Royal Aerospace Establishment (RAE) antes de se fundir com outras entidades de pesquisa para se tornar parte da nova "Defence Research Agency" em 1991.

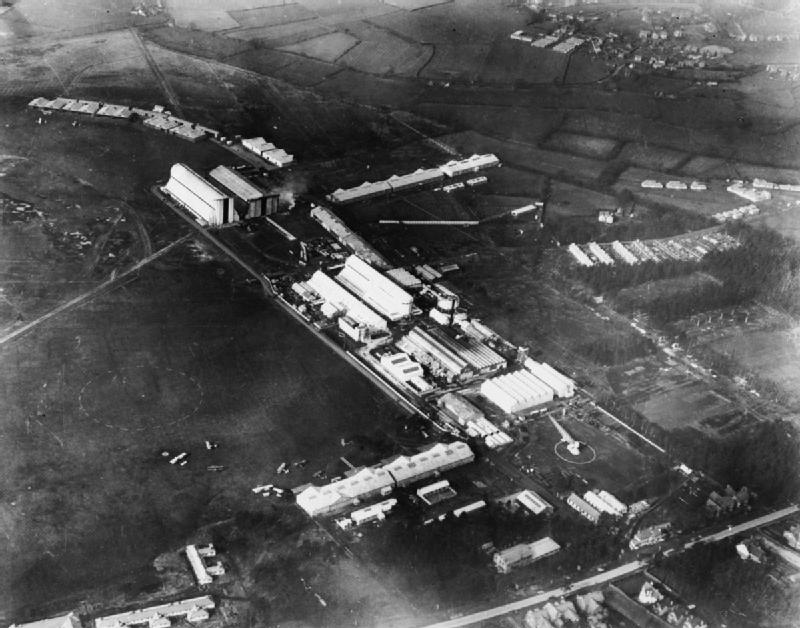
Vista aérea da Royal Aircraft Factory antes da Primeira Guerra.

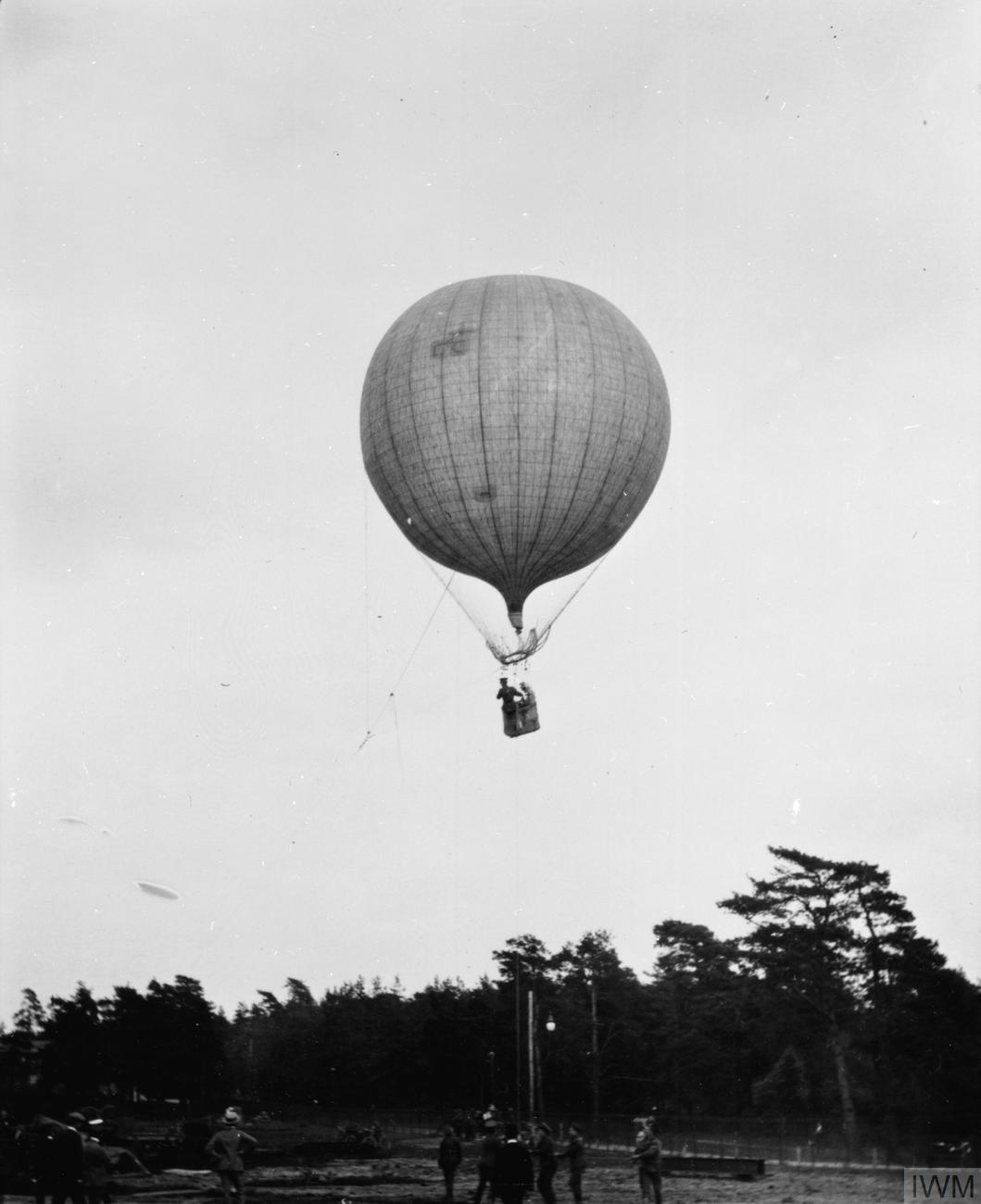
Balão de observação sendo testado
na RAE em 1908.

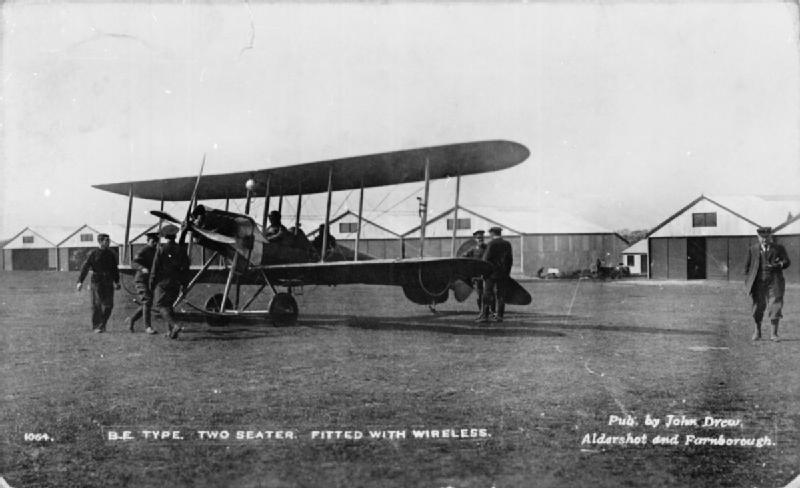
Um modelo BE.1 sendo testado
na RAE em 1914.

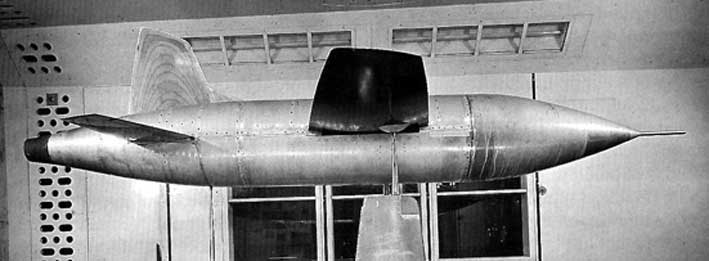
Um modelo do Miles M.52 sendo testado na RAE em 1946.

## Histórico
Entre 1904 e 1906, a Army Balloon Factory, que era parte da "School of Ballooning" do "British Army", sob o comando do coronel James Templer, foi realocada de Aldershot para as proximidades de Farnborough para ter mais espaço para inflar os novos "balões dirigíveis, então em construção.
O posto de Templer foi assumido pelo Coronel John Capper quando Templer se aposentou em 1908. Além de balões e aeronaves, a fábrica também experimentou as "pipas de guerra" e aviões de Samuel Franklin Cody projetados tanto por Cody e J. W. Dunne. Em outubro de 1908, Cody fez o primeiro vôo de avião na Grã-Bretanha em Farnborough.
Em 1909, o trabalho do Exército em aviões cessou e a Fábrica foi colocada sob controle civil. Capper foi substituído como Superintendente por Mervyn O'Gorman. Em 1912, a "Balloon Factory" foi renomeada para Royal Aircraft Factory (RAF). Seu primeiro novo designer foi Geoffrey de Havilland, que mais tarde fundou sua própria empresa. Colegas posteriores incluíram: John Kenworthy, que se tornou engenheiro-chefe e designer da Austin Motor Company em 1918 e fundou a "Redwing Aircraft Co." em 1930 (Flight International) e Henry Folland - mais tarde designer-chefe da Gloster Aircraft Company, e fundador da sua empresa própria a Folland Aircraft. Um dos projetistas no departamento de motores foi Samuel Heron, que mais tarde inventou a "válvula poppet" com sódio em seu interior, fundamental para alcançar maiores níveis de potência dos motores a pistão. Enquanto estava na RAF, Heron projetou um motor radial que não foi capaz de construir durante seu tempo lá, no entanto, ao deixar a RAF, ele foi para a Siddeley-Deasy onde o projeto, o "RAF.8", foi desenvolvido como o "Armstrong Siddeley Jaguar". Heron mais tarde se mudou para os Estados Unidos, onde trabalhou no projeto do Wright Whirlwind. Outros engenheiros incluíram o Major F.M. Green, G.S. Wilkinson, James E. "Jimmy" Ellor, Prof. A.H. Gibson e A.A. Griffith. Ellor e Griffith mais tarde trabalhariam para a Rolls-Royce Limited.
Em 1918, a Royal Aircraft Factory foi mais uma vez renomeada, tornando-se o Royal Aircraft Establishment (RAE) para evitar confusão com a "Royal Air Force", que foi formada em 1º de abril de 1918, e porque havia abandonado seu papel de manufatura para se concentrar na pesquisa.
Durante a Segunda Guerra Mundial, o "Marine Aircraft Experimental Establishment", então baseado em Helensburgh, na Escócia, estava sob o controle do RAE.
Em 1946, começaram os trabalhos para converter a RAF Thurleigh no RAE Bedford.
Os engenheiros do Royal Aircraft Establishment inventaram a fibra de carbono de alta resistência em 1963.
Em 1961, a primeira "pista sulcada" do mundo para reduzir a aquaplanagem foi construída. Em 1965, uma delegação dos EUA visitou para ver a nova superfície na prática e iniciou um estudo pela FAA e NASA.
Em 1º de maio de 1988, o RAE foi renomeado como Royal Aerospace Establishment.
Em 1º de abril de 1991, o RAE foi incorporado à "Defence Research Agency" (DRA), a nova organização de pesquisa do MoD. Então, em 1º de abril de 1995, o "DRA" e outras organizações do "MoD" se fundiram para formar a "Defence Evaluation and Research Agency" (DERA).
O site de Bedford foi totalmente fechado em 1994.
Em 2001, a "DERA" foi parcialmente privatizada pelo "MoD", resultando em duas organizações separadas, o "Defence Science and Technology Laboratory" (DSTL), e a empresa privatizada QinetiQ.

## Royal Aircraft Factory

### Projetos da Aircraft Factory
Entre 1911 e 1918, a Royal Aircraft Factory produziu vários projetos de aeronaves. A maioria deles eram essencialmente aeronaves de pesquisa, mas alguns realmente entraram em produção em massa, especialmente durante o período de guerra. Alguns pedidos foram atendidos pela própria fábrica, mas o grosso da produção foi executado por empresas privadas britânicas, algumas das quais nunca haviam construído aeronaves.
Até 1913 nomeava seus projetos em função da configuração do avião, de acordo com o projetista original daquela configuração:
- S.E. = Santos Experimental: Canard, ou "tail-first" lembrando o 14-bis de Santos-Dumont.
- B.E. = Bleriot Experimental: "propeller-first", lembrando o modelo desenvolvido por Louis Blériot.
- F.E. = Farman Experimental: "propeller-behind" e também a hélice, lembrando o modelo desenvolvido por Henry Farman.

A partir de 1913/1914 mudou a designação, de acordo com a função da aeronave:
- A.E. = Armado Experimental
- C.E. = Coastal Experimental (e.g. Royal Aircraft Factory C.E.1 – apenas protótipo)
- F.E. = "Fighter" (caça) Experimental (apesar de continuarem sendo aviões por impulsão)
- N.E. = Noturno Experimental (e.g. Royal Aircraft Factory N.E.1 – apenas protótipo)
- R.E. = Reconhecimento Experimental (aeronaves de dois lugares)
- S.E. = "Scout" (sentinela) Experimental (aeronave rápida monoposto).

## Modelos Fabricados

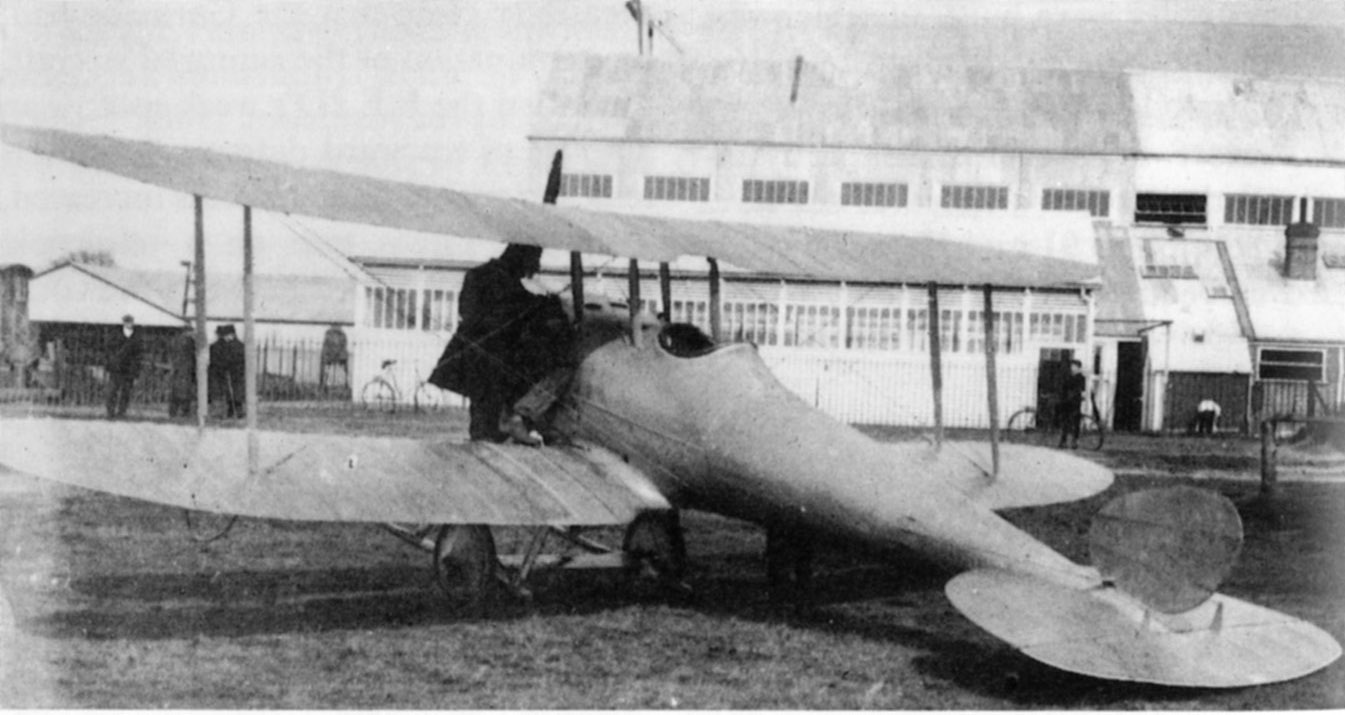
O modelo Royal Aircraft Factory B.S.1 em 1913.

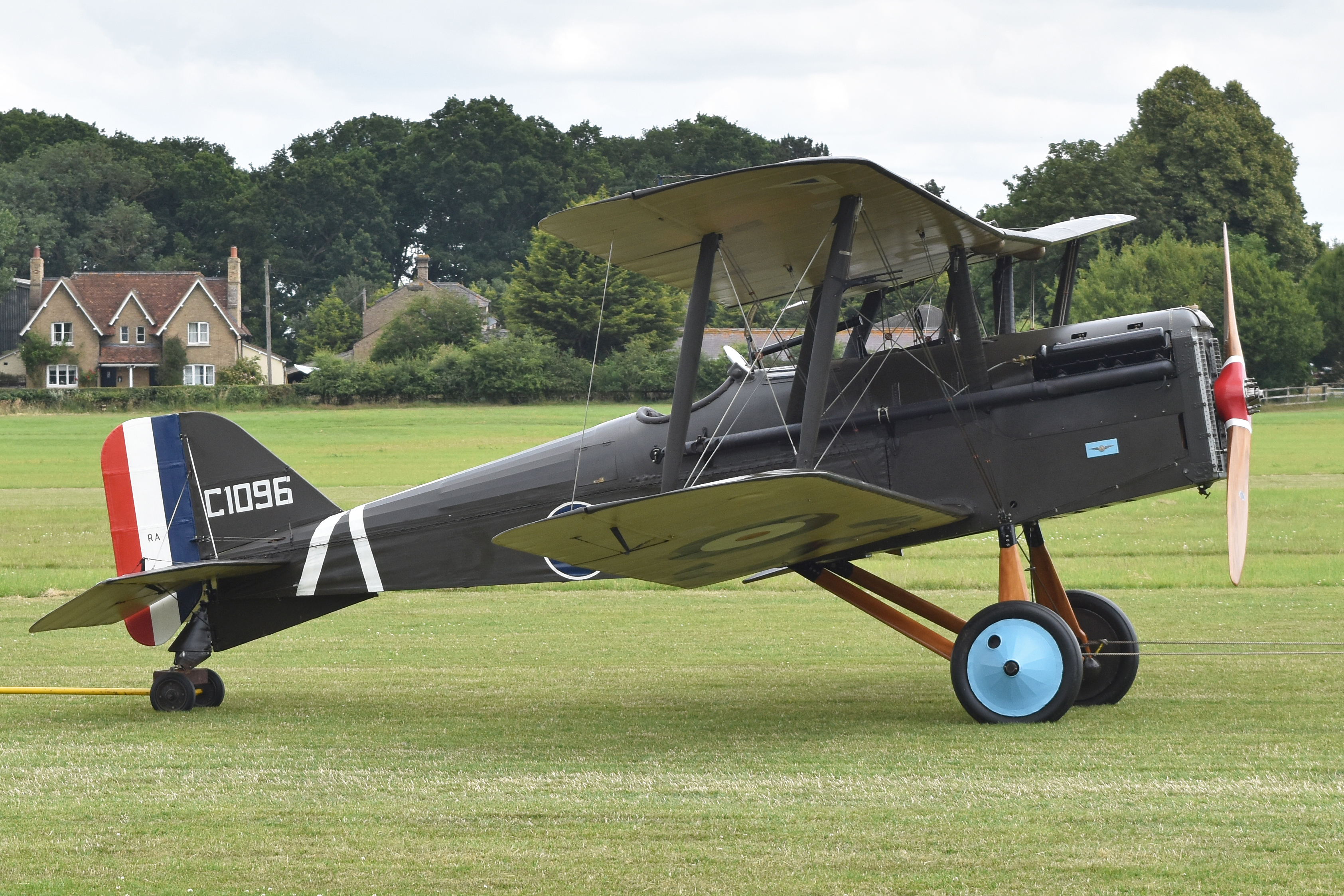
Réplica fabricada em 2013
de um Royal Aircraft Factory S.E.5a.

- British Army Dirigible No 1 — 1907
- Dunne D.1 —1907
- British Army Aeroplane No 1 — 1908
- Dunne D.5 —1910
- Royal Aircraft Factory S.E.1 — 1911
- Royal Aircraft Factory F.E.1 — 1911
- Royal Aircraft Factory F.E.1 — 1911
- Royal Aircraft Factory B.E.1 — 1911
- Royal Aircraft Factory B.E.2 — 1912
- Royal Aircraft Factory B.E.3 — 1912
- Royal Aircraft Factory B.E.3 — 1912
- Royal Aircraft Factory F.E.3 — 1913
- Royal Aircraft Factory B.E.7 — 1913
- Royal Aircraft Factory B.S.1 — 1913
- Royal Aircraft Factory S.E.2 — 1913
- Royal Aircraft Factory R.E.1 — 1913
- Royal Aircraft Factory R.E.2 — 1913
- Royal Aircraft Factory B.E.8 — 1913
- Royal Aircraft Factory R.E.3 — 1913
- Royal Aircraft Factory H.R.E.2 — 1913
- Royal Aircraft Factory F.E.2 — 1914
- Royal Aircraft Factory S.E.2 — 1914
- Royal Aircraft Factory R.E.5 — 1914
- Royal Aircraft Factory S.E.4 — 1914
- Royal Aircraft Factory F.E.6 — 1914
- Royal Aircraft Factory R.E.7 — 1915
- Royal Aircraft Factory B.E.12 — 1915
- Royal Aircraft Factory B.E.9 — 1915
- Royal Aircraft Factory F.E.8 — 1915
- Royal Aircraft Factory S.E.4a — 1915
- Royal Aircraft Factory F.E.4 — 1916
- Royal Aircraft Factory R.E.8 — 1916
- Royal Aircraft Factory R.E.8 — 1916
- Royal Aircraft Factory S.E.5 — 1916
- Royal Aircraft Factory S.E.5a — 1917
- Royal Aircraft Factory F.E.9 — 1917
- Royal Aircraft Factory N.E.1 — 1917
- Royal Aircraft Factory A.E.3 — 1918
- Royal Aircraft Factory C.E.1 — 1918
- Royal Aircraft Factory Ram — 1918

## Depois da Primeira Guerra
- RAE Hurricane
- RAE Scarab
- RAE Zephyr

## Durante a Segunda Guerra
- Hawker Hurricane
- Supermarine Spitfire

## Depois da Segunda Guerra
- Hawker-Siddeley Harrier
- Concorde

## Motores
- RAF 1
- RAF 2
- RAF 3
- RAF 4
- RAF 5
- RAF 8

## Mísseis
- RAE Target — década de 20
- RAE Larynx — 1927
- Malkara (míssil — 1958-1960

## Foguetes fabricados
- R.A.E. - Vickers Transonic Research Rocket
- Black Arrow
- Black Prince
- Black Knight
- Jaguar
- Skylark